# Експедиція на Землю
«Експедиція на Землю» (англ. Expedition to Earth) — збірка англомовних науково-фантастичних оповідань Артура Кларка.
Існує принаймні два варіанти змісту цієї книги в різних її редакціях. Обидва варіанти мають оповідання «Урок історії» (1949) та «Зустріч на світанку» (1953), але лише перша з них опублікована під назвою другого й навпаки. Обидва варіанти збірки, в першу чергу, відрізняються один від одного саме назвою цих оповідання.

## Зміст
Збірка, опублікована в 1953 році, включає наступні оповідання:
- «Другий світанок»
- «Якщо я забуду тебе, Земля»
- «Розрив напруги»
- «Урок історії» (Британське видання Sidgwick & Jackson (1954) надрукувало його під назвою «Експедиція на Землю»)
- «Перевага»
- «Вигнання еонів» (Британське видання Sidgwick & Jackson (1954) надрукувало його під назвою «Немезіс»)
- «Хованки»
- «Експедиція на Землю» (Британське видання Sidgwick & Jackson (1954) надрукувало його під назвою «Зустріч на світанку»)
- «Лазівка»
- «Спадщина»
- «Страж»

## Відгуки
Ентоні Бучер та Дж. Френсіс МакКомас відзначилу збірку як одну з найкращих науково-фантастичних книг 1953 року, вихваляючи «гумор, технічні ідеї, науково-фантастичну думку та всебічне досконалість». Грофф Конклін зазначив, що «історії безперервно захоплюють» та «демонструють універсальність їх автора». П. Шуйлер Міллер оцінив її як «чудову збірку ..., яка охоплює весь спектр талантів [Кларка]». Рецензент «Hartford Courant» Р. Уоллес заявив, що розповіді «показують [Кларка] як більш досвідченого літературного митця», ніж навіть його роман «Кінець дитинства».